# Вроцлавски патуљци
Вроцлавски патуљци (пољ. krasnale) представљају мале фигуре у висини од 20 до 30 cm које су се на улицама Вроцлава, Пољска, појавиле од 2005. године. Од тада, њихов број се непрестано увећава, те су постали права туристичка атракција; сви који желе да комбинују обилазак града са „ловом на патуљке” могу наћи специјалне брошуре са мапом, као и мобилну апликацију за телефон. Током 2005. године, забележено је преко 350 патуљака у граду. Шест патуљака се налази у граду Бискупице Подгорне испред LG фабрике. 

## Историја
Током 2001. године, у част Наранџасте Алтернативе (пољског антикомунистичког покрета), званично је постављена статуа патуљка (симбол покрета) у Швидницкој улици, где су се окупљали чланови покрета. Ово је један од ретких случајева у свету да градске власти одају почаст једној субверзивној групи. У циљу наставка традиције, 2003. године је тадашњи градоначелник Вроцлава поставио малу плочу на улазу у Музеј патуљака. Она је у висини колена на зиду грађевине између Пијачног трга и цркве св. Елизабете.
Статуе патуљака, које су мање од споменика Наранџастој Револуцији, постављене су по разним деловима града. Првих пет фигура је дизајнирао Томаш Мочек, студент Академије уметности и дизајна у Вроцлаву, а постављене су августа 2005. 
Церемонија откривања два наредна патуљка одржала се 18. јуна 2008. године. Статуе представљају два патуљка са инвалидитетом, једног глувонемог и другог слепог. Они су део кампање Вроцлав без граница, која стреми ка освешћивању становника града о особама са инвалидитетом које живе у Вроцлаву. Пет дана касније, постављена је патуљчица испред Клинике за хематологију и педијатријску онкологију у Вроцлаву. Она је била трећа женска фигура, Марженка, чији је изглед урађен на основу логотипа добротворне установе Mam marzenie.
Фестивал патуљака одржава се сваке године у септембру у Вроцлаву.

## Галерија
- Аутоматек
- Хркач
- Капгеминиус Програмиста
- Дугоје
- Друкар Кацпер
- Флоријанко
- Гаско
- Гилдус
- Голубник
- Грајек и Меломан
- Јанинек
- Камповник
- Кафенко
- Ковалко
- Листонос
- Папа патуљак
- Помагајко
- Рециклирко
- Рогалик
- Сувенирко
- Сизифићи
- Малко и Адораторко
- Туриста
- Урсус
- Затвореник
- Ветеран
- Љубинко
- Вроцшвалер
- Вроцклик
- Патуљак током зимске акције Обуцимо патуљке